# Söldenau
Söldenau ist ein Gemeindeteil des Marktes Ortenburg im niederbayerischen Landkreis Passau.

## Geographie
Söldenau liegt im Wolfachtal etwa zwei Kilometer nördlich von Ortenburg sowie neun Kilometer südlich von Vilshofen an der Donau.

## Geschichte

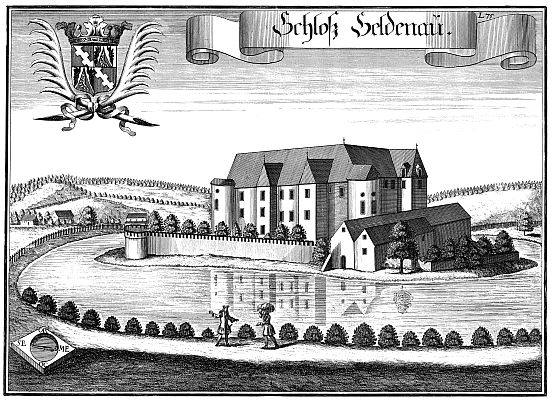
Wasserschloss Seldenau (1723)

Söldenau tritt erstmals 1230 unter der Bezeichnung St. Philipp urkundlich auf. St. Philipp ist der Patron der heute noch im Ort vorhandenen Kapelle. Auch im 13. und 14. Jahrhundert wurde Söldenau noch als St. Philipp bezeichnet. Im Jahre 1291 übergab Graf Albrecht von Hals seine Besitzungen um die Burg Kamm mitsamt den Dörfern Kamm, Holzkirchen, St. Philipp (Söldenau) und Isarhofen an Graf Rapoto IV. von Ortenburg, welcher mit seiner Enkelin verheiratet war.
In Söldenau waren die Ritter Tuschl ansässig, welche einst Ortenburger Ministerialen waren. Später wechselten diese in die Gefolgschaft der Wittelsbacher. Nach 1291 traten die Grafen von Ortenburg als Hofmarksherren auf, so dass anzunehmen ist, dass die Tuschl Söldenau als Ortenburger Lehen innehatten. Das Schloss zu Söldenau war dabei der Herrschaftssitz der Hofmark.
Im Testament Heinrich Tuschls wurde 1376 bestimmt, dass Söldenau mitsamt anderen Gütern zu Bergheim und Pöring an Protzk von Wolfenberg und Wilhelm und Stefan die Mautner zu Katzenberg fallen. Diese veräußerten am 21. Dezember 1378 diese Besitzungen an die bayerischen Herzöge Otto V., Stephan III., Friedrich und Johann II. Die bayerischen Herzöge wurden in Söldenau damit Lehensträger der Grafen von Ortenburg. Am 12. Oktober 1389 erwarb Ulrich der Ekker die Festen Söldenau und Rainding für 15.100 fl. Schon am 20. Januar 1413 veräußerten seine Erben Söldenau an den Ritter Georg Aichberger zu Moos. Die Aichberger blieben bis zu ihrem Aussterben im Jahre 1511 in Besitz von Söldenau. Es wird angenommen, dass auch Söldenau im Landshuter Erbfolgekrieg im Jahre 1504 wie das nahegelegene Ortenburg gebrandschatzt wurde. Graf Ulrich II. von Ortenburg erbte 1511 die Hofmark durch seine Heirat mit Veronika von Aichberg, sein Geschlecht blieb fortan bis 1805 Inhaber Söldenaus. Die Linie Ulrichs hatte Söldenau fortan als ihren Hauptsitz. Nachdem in Ortenburg 1563 die Reformation eingeführt wurde, wechselte auch der auf Söldenau sitzende Graf Ulrich III. von Ortenburg zum Protestantismus über. Er besuchte nun mitsamt seinen Dienern die evangelischen Gottesdienste in der Grafschaft Ortenburg. Dies führte zum Konflikt mit Herzog Albrecht V. von Bayern, welcher auch Ulrichs Besitzungen zu Söldenau in der Folge einziehen ließ. Am 7. April 1574 wurden Ulrichs Besitzungen zu Söldenau, Hörgertsham, Riedertsham, Kamm, Hofstetten, Maierhof, Holzham, Binderöd und Bergham eingezogen. Bereits am 3. April 1574 waren die Besitzungen zu Unteriglbach, Wallendorf, Maging, Reut, Birkenöd, Blaimberg, Blindam, Hifering, Buch, Aicha, Oberiglbach, Weihersbach, Kettenham, Jaging, Hörgessing, Isarhofen, Kapfham, Oberham und Wimberg eingezogen worden. Bald darauf wurden ihm die Besitzungen aber wieder übergeben.
Die nahegelegene Ortschaft Buch gehörte bis vor 1600 zur Hofmark Söldenau. Anschließend wurde sie als eigenständige Hofmark abgetrennt. In der ersten Hälfte des 17. Jahrhunderts wurde Buch an Johann Georg Strobl von Vilshofen verkauft, welcher es 1653 an Simon Peckh von Peckenzell veräußerte. Die Peckh von Peckhenzell zu Dorfbach blieben noch bis Ende des 18. Jahrhunderts in dessen Besitz.
Nachdem Graf Joseph Carl am 14. August 1805 seine Besitzungen an Bayern gegen das fränkische Klosteramt Tambach vertauscht hatte, wurde bald darauf die Gemeinde Söldenau geschaffen.
Die Gemeinde bestand einst aus den Ortsteilen Söldenau, Bindering, Buchet, Butzenberg, Drittenthal, Galla, Gassenmann, Heimpering, Hilking, Holzkirchen, Kallöd, Kaltenöd, Kamm, Klugöd, Knadlarn, Kühhügl, Maierhof, Nicklgut, Oh, Ottenöd, Rammelsbach, Röhrn, Schlott, Schöfbach, Weinberg und Weng.
Im Jahre 1838 wechselte die Gemeinde Söldenau vom Landgericht Griesbach zum Landgericht Vilshofen. Am 1. Oktober 1970 schloss sich Söldenau mit der Nachbargemeinde Iglbach zur neuen Gemeinde Wolfachau zusammen. Wenige Jahre später kamen die Gemeinde Wolfachau und damit Söldenau am 1. Mai 1978 zum Markt Ortenburg.

## Sehenswürdigkeiten
Im Ort befindet sich das von Schweiker I. um 1320 errichtete Schloss Söldenau. Die im Kern mittelalterliche Burg wurde 1799 in eine Brauerei umgebaut. Heute befindet sich das Schloss in Privatbesitz und ist für die Öffentlichkeit nicht zugänglich.